# 十通
| 十通               |
| 《通典》           |
| 《通志》           |
| 《文献通考》       |
| 《续通典》         |
| 《续通志》         |
| 《续文献通考》     |
| 《清朝通典》       |
| 《清朝通志》       |
| 《清朝文献通考》   |
| 《清朝续文献通考》 |

十通，是《通典》《通志》《文献通考》《续通典》《续通志》《续文献通考》《清朝通典》《清朝通志》《清朝文献通考》《清朝续文献通考》这十部政书的总称。

## 三通四通九通
其中《通典》《通志》《文獻通考》稱為“三通”，以马端临的文献通考最有价值。《續通典》《續通志》《續文獻通考》這三部書稱為“續三通”，《清朝通典》《清朝通志》《清朝文獻通考》則為“清三通”。後人將「三通」、「續三通」、「清三通」合在一起，稱為「九通」。再加上《清朝續文獻通考》，則合稱為“十通”。「清三通」加上《清朝續文獻通考》，又稱為「清四通」。

## 內容記事
“十通”系统完整地记录了中国历代典章制度沿革发展。“十通”再加上彙編某一朝代各項經濟、政治、社會制度的會要，如《唐會要》《宋會要》等，統稱為“典誌”。

## 三通續修
三通之續修，始於《續文獻通考》，其立意甚佳。但從形式上來看，《續三通》《清三通》皆是乾隆時敕修的，內容頗多重複，禮、樂、職官、選舉、刑法各書皆有，頗感累贅，此六部大書純屬因循舊例，無創新之處，反映出乾隆的好大喜功。

## 纂修历史
北宋真宗咸平三年（1000年），宋白奉詔撰《續通典》，凡200卷。明代王圻撰成《續文獻通考》。然此二書已佚。清乾隆十二年（1747年），武英殿刊印《三通》，設“續文獻通考館”，命張廷玉等為總裁，齊召南等為纂修，編成《續文獻通考》250卷，乾隆三十二年（1767年），改“續文獻通考館”為“三通館”，又陸續編成《續通典》150卷、《續通誌》640卷。